# Chaetophthalmus taylori
Chaetophthalmus taylori är en tvåvingeart som beskrevs av Cantrell och Hiroshi Shima 1991. Chaetophthalmus taylori ingår i släktet Chaetophthalmus och familjen parasitflugor. Inga underarter finns listade i Catalogue of Life.